# Swedish Touring Car Championship 2000
Swedish Touring Car Championship 2000 var den femte säsongen av standardvagnsmästerskapet Swedish Touring Car Championship. Säsongen kördes i Sverige och Norge över tio omgångar och tjugo heat.
Inför säsongen hade flera uppmärksammade övergångar skett, då regerande mästaren Mattias Ekström lämnade KMS Motorsport och gick över till Flash Engineering och Volvo. Ekström gjorde sin sista säsong i Sverige, då han därefter fick kontrakt med Audi i DTM. Fredrik Ekblom lämnade BMW, när de tillfälligt lade ned sin satsning, och ersatte Ekström i Audi. Jens Edman ersatte Thomas Johansson i Ford, då Ekström hade tagit hans plats i Volvo. Johansson avslutade sin karriär och började istället jobba inom Flash Engineering. Nissan och Elgh Motorsport hade en oförändrad föraruppställning med Tommy Rustad och Carl Rosenblad som förare.
2000 hade ett mycket imponerande startfält som blev väldigt jämnt ända fram till säsongsfinalen på Mantorp Park. Volvo, Honda, Audi, och Nissan kom med helt nya bilar. Audi-bilar hade vunnit det tyska mästerskapet, STW, och Nissan BTCC, och till säsongen 2000 dök bilarna upp i STCC. Mästare blev norrmannen Tommy Rustad som fick revansch för sin mästerskapsmiss 1999. Han vann trots Fredrik Ekbloms dominanta facit när det gällde individuella segrar. Ekblom och Audi dominerade på de långsamma banorna, medan Rustad och Mattias Ekström tog sina vinster på snabbare banor.
Inför de sista tävlingarna 2000 hade Audi plockat in rutinerade italienaren Roberto Colciago, som körde de två sista deltävlingarna i mästerskapet. Audi plockade även in tysken Christian Abt, vilket fick Volvo att svara med att plocka in britten Kelvin Burt och Nissan med BTCC-stjärnan are).
Med tanke på förar listan så var det mycket förväntningar inför finalen där Fredrik Ekblom ledde 39 poäng men slutade poänglös i båda deltävlingarna efter en incident med tidigare nämnde Colciago och Carl Rosenblad och i finalracet åkte Ekblom av med punktering i sin Audi. Rustad hade då en enkel väg mot mästerskapssegern, men efteråt hotades titeln av att hans Nissan visat sig vara för låg i efterkontrollen. Dock hade Rustad dragit på sig två punkterade framdäck efter målgången, vilket uppvägdes av att med däck från första racet visade sig bilen vara över minimihöjden och Rustad blev deklarerad mästare.
I privatcupen Synsam Cup fanns det tre nya förare som skulle ta upp kampen med de redan etablerade: Anders Hammer i en Honda Accord, rallycrossmästaren Magnus Krokström i Audi A4 och Djon Clausen i BMW 320. Krokström var till slut den som tog hem mästerskapstiteln.

## Slutställning
| Plats | Förare               | Märke      | Poäng |
| ----- | -------------------- | ---------- | ----- |
| 1     | Tommy Rustad         | Nissan     | 175   |
| 2     | Fredrik Ekblom       | Audi       | 167   |
| 3     | Mattias Ekström      | Volvo      | 165   |
| 4     | Jens Edman           | Ford       | 115   |
| 5     | Carl Rosenblad       | Nissan     | 96    |
| 6     | Jan Nilsson          | Volvo      | 84    |
| 7     | Tomas Nyström        | Honda      | 64    |
| 8     | Tommy Kristoffersson | Audi       | 64    |
| 9     | Peggen Andersson     | BMW        | 36    |
| 10    | Tomas Engström       | Chrysler   | 34    |
| 11    | Hubert Bergh         | Honda      | 30    |
| 12    | Pontus Mörth         | Opel       | 27    |
| 13    | Magnus Krokström     | Audi       | 25    |
| 14    | Roberto Colciago     | Audi       | 14    |
| 15    | Tobias Johansson     | Audi       | 10    |
| 16    | Niklas Karlsson      | Alfa Romeo | 9     |
| 17    | Tord Linnerud        | Opel       | 7     |
| 18    | Christian Abt        | Audi       | 6     |
| 19    | Jan Lindblom         | Ford Volvo | 4     |
| 20    | Anders Svensson      | BMW        | 2     |
| 21    | Frank Valle          | BMW        | 2     |
| 22    | Kelvin Burt          | Volvo      | 1     |